# Яваш, Мансур
Мансу́р Ява́ш (тур. Mansur Yavaş: род. 23 мая 1955, Бейпазары, Анкара) — турецкий политик, мэр Анкары с апреля 2019 года. Был избран от Альянса Нации, сформированного оппозиционными партиями Республиканской народной партией и Хорошей партией.
Будучи по профессии юристом, Яваш первоначально позиционировал себя как националист. В 1999 году он был избран мэром Бейпазары от Партии националистического движения (ПНД). Он занимал этот пост до 2009 года. В 2013 году вышел из ПНД, в том же году вступил в Республиканскую народную партию (РНП). В 2014 году баллотировался от неё в мэры Анкары, но проиграл, уступив сопернику от Партии справедливости и развития Мелиху Гёкчеку на один процент, впрочем, в ходе данных выборов были зафиксированы нарушения, которые привели к подаче оппозицией иска в ЕСПЧ.

## Биография
Родился в городе Бейпазары. В детстве помогал отцу, торговавшему газетами, работая разносчиком. Учился в родном городе, в 1979 году поступил в Стамбульский университет. В 1983 году окончил его степенью в области права. После службы в армии работал в сфере юриспруденции.
В 1989 году был избран членом муниципального совета Бейпазары. В 1994 году безуспешно баллотировался в мэры Бейпазары. В 1999 году баллотировался повторно, и победил, набрав 51 % голосов.

В 1986 году женился на Нурсен. У них двое дочерей, Армаган и Чаглаян.

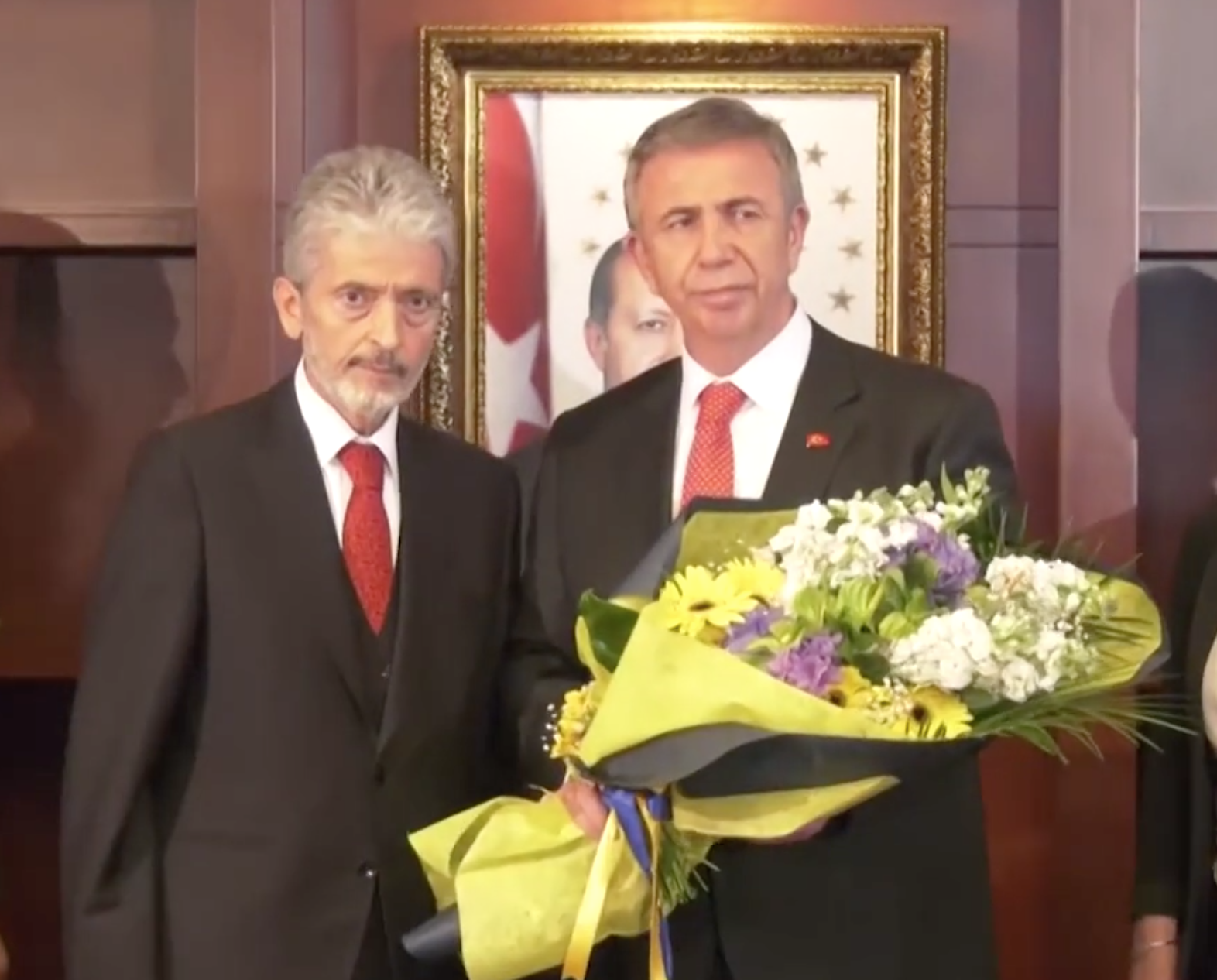
Яваш принимает пост мэра Анкары у ранее занимавшего этот пост Мустафы Туны, 8 апреля 2019

В марте 2014 года баллотировался от РНП на пост мэра Анкары. В день выборов после окончания голосования Яваш объявил себя победителем, хотя подсчёт голосов был не завершён, а результаты эксит-полов были не в его пользу. В результате победителем был объявлен кандидат от правящей Партии справедливости и развития Мелих Гёкчек, впрочем, разрыв, по официальным данным, составил лишь один процент, а в ходе подсчёта были зафиксированы нарушения.
РНП пыталась оспорить результаты голосования, но Конституционный суд Турции отклонил иск, а также заявил, что юрисдикция ЕСПЧ, в который хотела обратиться РНП, не распространяется на данное дело, поскольку в ЕСПЧ не могут оспариваться результаты выборов.
В 2016 году Яваш вышел из РНП, но в 2018 году вступил повторно.
В 2019 году повторно баллотировался в мэры Анкары. Он был совместным кандидатом от Альянса Нации — коалиции Республиканской народной партии и Хорошей партии. Его соперником стал Мехмет Озхасеки. Яваш набрал 50,9 % голосов, Озхасеки — 47,06 %. Таким образом, Яваш стал первым за 25 лет кандидатом от оппозиции, победившим на выборах мэра Анкары.